# Czarna (gmina, Łańcut)
Czarna est une gmina rurale du powiat de Łańcut, Basses-Carpates, dans le sud-est de la Pologne. Son siège est le village de Czarna, qui se situe environ 7 km au nord-ouest de Łańcut et 16 km au nord-est de la capitale régionale Rzeszów.
La gmina couvre une superficie de 78,11 km2 pour une population de 10 779 habitants.

## Géographie
La gmina inclut les villages de Czarna, Dąbrówki, Krzemienica, Medynia Głogowska, Medynia Łańcucka, Pogwizdów, Wola Mała et Zalesie.
La gmina borde la ville de Łańcut et les gminy de Białobrzegi, Krasne, Łańcut, Rakszawa, Sokołów Małopolski, Trzebownisko et Żołynia.